# Die Helden des Sonntags
Die Helden des Sonntags (Originaltitel: Gli eroi della domenica) ist ein italienischer Spielfilm aus dem Jahr 1952.

## Handlung
Eine angeschlagene Mannschaft, die am Tabellenende der Serie A steht, reist zum Spiel gegen den AC Mailand. Sie weiß, dass eine Niederlage den Abstieg bedeuten würde. Vor dem Spiel am Sonntag wohnen die Spieler in einem Hotel und erleben die Stadt auf unterschiedliche Weise. Der Stammtorhüter des Vereins ist verletzt, so dass der junge, unerfahrene Marini seinen Platz einnehmen muss. In der Zwischenzeit wird Gino Bardi, der Starstürmer des Vereins, von seiner Freundin aufgefordert, das Spiel gegen eine große Geldsumme absichtlich zu verlieren.
Trotz ihres Drucks lehnt er ab, aber seine Leistung in der ersten Halbzeit ist schlecht und die Mannschaft liegt mit zwei Toren zurück. Die Fans der Mannschaft glauben fälschlicherweise, dass er tatsächlich gekauft worden ist. In der Pause teilt ihm der Mannschaftsarzt mit, dass die am Vortag durchgeführten Untersuchungen ergeben haben, dass er ernsthaft erkrankt ist und rät ihm, nicht auf das Spielfeld zurückzukehren, aber Bardi besteht darauf, in der zweiten Halbzeit zu spielen. Er ist die Speerspitze der Mannschaft, die nach einem Rückstand mit 4:3 in Führung geht, bevor er zusammenbricht und auf die Trage gelegt werden muss. In der Schlussphase bekommt Mailand einen Elfmeter zugesprochen, den Marini, der bis dahin kein gutes Spiel gemacht hat, wie durch ein Wunder hält und dadurch seiner Mannschaft den Sieg sichert.
Bardi, der sich im Krankenhaus erholt, wird von Mariolina, der Sekretärin des Vereins, besucht, die viel besser zu ihm passt als seine vorherige Freundin.

## Kritiken
„Ein routiniert inszenierter Unterhaltungsfilm mit einigen kritischen Akzenten.“

## Produktion
In dem Film wirken zahlreiche Spieler des AC Mailand wie Gunnar Gren, Gunnar Nordahl, Nils Liedholm, Lorenzo Buffon, Carlo Annovazzi, Omero Tognon sowie Trainer Lajos Czeizler mit. Hauptdarsteller Raf Vallone war selbst Profifußballer, bevor er eine Schauspielkarriere einschlug.